# 561

## Hlavy států
- Papež – Pelagius I. (556–561) » Jan III. (561–574)
- Byzantská říše – Justinián I. (527–565)
- Franská říše – Chlothar I. (558–561)
  - Soissons – Chilperich I. (561–584)
  - rezidenční město Paříž a hlavní část říše na jihu – Charibert I. (561–567)
  - Orléans/Burgundsko – Guntram (561–592)
  - Mety – Sigibert I. (561–575)
- Anglie
  - Wessex – Ceawlin (560–592)
  - Essex – Aescwine (527–587)
- Perská říše – Husrav I. (531–579)
- Vizigóti – Athanagild (555–567)